# ZA-100
La ZA-100 es una carretera autonómica perteneciente a la Red Complementaria Preferente de carreteras de la Junta de Castilla y León. El inicio de esta carretera está en el punto kilométrico 233,350 de la carretera N-630, a la altura de Santovenia, y acaba en carretera N-631, en la localidad de Tábara. La longitud de esta carretera es de 36,7 km aproximadamente.
La carretera consta de una sola calzada, con un carril para cada sentido de circulación y tiene un ancho de plataforma de 7 metros. Su limitación de velocidad es de 90 km/h, al igual que el resto de carreteras autonómicas.

## Nomenclatura[2]
Hasta 2002, la ZA-100 estaba integrada por cuatro carreteras que tenían diferente denominación a la actual:
- ZA-P-2316  , que corresponde con el tramo de Santovenia a Bretó.
- ZA-P-2443  , que corresponde con el tramo de Bretocino a ZA-P-1512.[3]
- ZA-P-1509  , que corresponde con el tramo de la ZA-P-1512[3] a Morales de Valverde.
- ZA-121  , que corresponde con el tramo de Morales de Valverde a Tábara.

El tramo de Bretó a Bretocino es de nueva construcción: no existía anteriormente conexión entre ambas localidades, lo cual se solventó con la construcción del Puente Antonio Prieto Fernández.

## Localidades de paso
- Bretó[4]
- Bretocino[5]
- Olmillos de Valverde[6]
- Burganes de Valverde[7]
- Mózar[8]
- Navianos de Valverde[9]
- Villaveza de Valverde[10]
- Morales de Valverde[11]
- Pueblica de Valverde[12]

## Tramos

### Situación actual
| Tramo                                        | PK Inicio | PK Final | Longitud | Sección actual |
| -------------------------------------------- | --------- | -------- | -------- | -------------- |
| Santovenia-Morales de Valverde ( ZA-P-1509 ) | 0,000     | 20,538   | 20,538   | 7/10           |
| Morales de Valverde ( ZA-P-1509 )-Tábara     | 20,538    | 36,712   | 16,174   | 7/10           |

### Actuaciones previstas en el Plan Regional Sectorial de Carreteras 2008-2020 de la Junta de Castilla y León[1]
| Tramo                                   | PK Inicio | PK Final | Longitud | Actuación | Sección final | Valoración Mill. € | Sección inicial | Estado de la Actuación |
| --------------------------------------- | --------- | -------- | -------- | --------- | ------------- | ------------------ | --------------- | ---------------------- |
| Santovenia ( N-630 ) - Tábara ( N-631 ) | 0,000     | 36,712   | 36,712   | Refuerzo  | 7/10          | 3,60               | 7/10            | En servicio            |

## Trazado
La carretera ZA-100 comienza en el punto kilométrico 233,350 de la N-630 en las cercanías de Santovenia. Desde aquí, la carretera circunvala por el suroeste la localidad y, posteriormente, circunvala Bretó por el norte. Tras pasar esta localidad, la carretera atraviesa el Río Esla mediante el Puente Antonio Prieto Fernández para acabar llegando a la localidad de Bretocino. Kilómetro y medio después la carretera atraviesa la localidad de Olmillos de Valverde y, tras esta, la carretera circunvala Burganes de Valverde por el este. En el kilómetro 11,200, la carretera enlaza con Friera de Valverde, en las cercanías del puente sobre el Río Castrón. Más al norte, la carretera llega al cruce con la ZA-P-1512, que une la ZA-100 con Mózar y Santa Cristina de la Polvorosa. 
Desde aquí, la ZA-100 circunvala por el sur Navianos de Valverde, atraviesa de nuevo el Río Castrón y circunvala por el norte Villaveza de Valverde. En el kilómetro 21,400, se sitúa el cruce con la ZA-P-1509 y 1,5 kilómetros después, atraviesa la localidad de Pueblica de Valverde. Entre esta localidad y Tábara, se sitúan diversos tramos de curvas peligrosas, ya que la carretera atraviesa las estribaciones de la Sierra de la Culebra. Una vez atravesada, la ZA-100 llega a Tábara y enlaza finalmente con la N-631, que une Zamora con Puebla de Sanabria; la ZA-P-2434, que enlaza con Riofrío de Aliste, y la ZA-902, que une Tábara con Fonfría.

## Cruces

### Tramo Santovenia - Mózar (ZA-P-1512)
| Santovenia - Mózar ( ZA-P-1512 ) | Santovenia - Mózar ( ZA-P-1512 ) | Santovenia - Mózar ( ZA-P-1512 ) | Santovenia - Mózar ( ZA-P-1512 ) | Santovenia - Mózar ( ZA-P-1512 )                                                                          | Santovenia - Mózar ( ZA-P-1512 )                                                                  | Santovenia - Mózar ( ZA-P-1512 ) | Santovenia - Mózar ( ZA-P-1512 ) | Santovenia - Mózar ( ZA-P-1512 ) |
| Esquema                          | PK                               | Sentido Mózar (creciente)        | Sentido Mózar (creciente)        | Sentido Mózar (creciente)                                                                                 | Sentido Santovenia (decreciente)                                                                  | Sentido Santovenia (decreciente) | Sentido Santovenia (decreciente) | Notas                            |
| Esquema                          | PK                               | Velocidad                        | Elemento                         | Salida | Salida                                                                                            | Elemento                         | Velocidad                        | Notas                            |
| -------------------------------- | -------------------------------- | -------------------------------- | -------------------------------- | --- | ------------------------------------------------------------------------------------------------- | -------------------------------- | -------------------------------- | -------------------------------- |
|                                  | 0,000                            |                                  |                                  | ZA-100 Bretó - Mózar                                                                                      | A-66 Benavente - León A-6 Madrid - La Coruña Zamora N-630 Granja de Moreruela Santovenia del Esla |                                  |                                  |                                  |
|                                  | 1,000                            |                                  |                                  | Santovenia                                                                                                | Santovenia                                                                                        |                                  |                                  |                                  |
|                                  | 1,700                            |                                  |                                  | Bretó | Bretó                                                                                             |                                  |                                  |                                  |
|                                  | 3,200                            |                                  |                                  | Puente Antonio Prieto Fernández Longitud 450m Río Esla                                                    | Puente Antonio Prieto Fernández Longitud 450m Río Esla                                            |                                  |                                  |                                  |
|                                  | 4,000                            |                                  |                                  | BRETOCINO                                                                                                 | BRETOCINO                                                                                         |                                  |                                  |                                  |
|                                  | 4,100                            |                                  |                                  | Bretocino - Tábara                                                                                        | Bretocino - Tábara                                                                                |                                  |                                  |                                  |
|                                  | 4,200                            |                                  |                                  | BRETOCINO                                                                                                 | BRETOCINO                                                                                         |                                  |                                  |                                  |
|                                  | 5,900                            |                                  |                                  | OLMILLOS DE VALVERDE                                                                                      | OLMILLOS DE VALVERDE                                                                              |                                  |                                  |                                  |
|                                  | 6,600                            |                                  |                                  | OLMILLOS DE VALVERDE                                                                                      | OLMILLOS DE VALVERDE                                                                              |                                  |                                  |                                  |
|                                  | 7,800                            |                                  |                                  | Burganes de Valverde                                                                                      | Burganes de Valverde                                                                              |                                  |                                  |                                  |
|                                  | 8,200                            |                                  |                                  | CRUCE DE GANADO                                                                                           | CRUCE DE GANADO                                                                                   |                                  |                                  |                                  |
|                                  | 9,600                            |                                  |                                  | Burganes de Valverde                                                                                      | Burganes de Valverde                                                                              |                                  |                                  |                                  |
|                                  | 11,200                           |                                  |                                  | Friera de Valverde                                                                                        | Friera de Valverde                                                                                |                                  |                                  |                                  |
|                                  | 11,250                           |                                  |                                  | Río Castrón                                                                                               | Río Castrón                                                                                       |                                  |                                  |                                  |
|                                  | 12,250                           |                                  |                                  | ZA-100 Navianos de Valverde - Morales de Valverde Tábara ZA-P-1512 Mózar - Santa Cristina de la Polvorosa | ZA-100 Friera de Valverde Burganes de Valverde - Santovenia                                       |                                  |                                  |                                  |

### Tramo Mózar (ZA-P-1512) - Tábara
| Mózar ( ZA-P-1512 ) - Tábara | Mózar ( ZA-P-1512 ) - Tábara | Mózar ( ZA-P-1512 ) - Tábara | Mózar ( ZA-P-1512 ) - Tábara | Mózar ( ZA-P-1512 ) - Tábara                                                                            | Mózar ( ZA-P-1512 ) - Tábara                                                    | Mózar ( ZA-P-1512 ) - Tábara | Mózar ( ZA-P-1512 ) - Tábara | Mózar ( ZA-P-1512 ) - Tábara |
| Esquema                      | PK                           | Sentido Tábara (creciente)   | Sentido Tábara (creciente)   | Sentido Tábara (creciente)                                                                              | Sentido Mózar (decreciente)                                                     | Sentido Mózar (decreciente)  | Sentido Mózar (decreciente)  | Notas                        |
| Esquema                      | PK                           | Velocidad                    | Elemento                     | Salida                                                                                                  | Salida                                                                          | Elemento                     | Velocidad                    | Notas                        |
| ---------------------------- | ---------------------------- | ---------------------------- | ---------------------------- | --- | ------------------------------------------------------------------------------- | ---------------------------- | ---------------------------- | ---------------------------- |
|                              |                              |                              |                              | Comienzo de la ZA-100                                                                                   | Fin de la ZA-100 Continúa por: ZA-P-1512 Mózar - Santa Cristina de la Polvorosa |                              |                              |                              |
|                              | 12,250                       |                              |                              | ZA-100 Friera de Valverde Burganes de Valverde - Santovenia                                             | ZA-100 Friera de Valverde Burganes de Valverde - Santovenia                     |                              |                              |                              |
|                              | 13,700                       |                              |                              | Navianos de Valverde                                                                                    | Navianos de Valverde                                                            |                              |                              |                              |
|                              | 15,500                       |                              |                              | Navianos de Valverde                                                                                    | Navianos de Valverde                                                            |                              |                              |                              |
|                              | 16,100                       |                              |                              | Río Castrón                                                                                             | Río Castrón                                                                     |                              |                              |                              |
|                              | 16,900                       |                              |                              | Villaveza de Valverde                                                                                   | Villaveza de Valverde                                                           |                              |                              |                              |
|                              | 18,000                       |                              |                              | Villaveza de Valverde                                                                                   | Villaveza de Valverde                                                           |                              |                              |                              |
|                              | 20,500                       |                              |                              | ZA-P-1509 Morales de Valverde Santa María de Valverde                                                   | ZA-P-1509 Morales de Valverde Santa María de Valverde                           |                              |                              |                              |
|                              | 22,900                       |                              |                              | PUEBLICA DE VALVERDE                                                                                    | PUEBLICA DE VALVERDE                                                            |                              |                              |                              |
|                              | 23,500                       |                              |                              | PUEBLICA DE VALVERDE                                                                                    | PUEBLICA DE VALVERDE                                                            |                              |                              |                              |
|                              | 26,300                       |                              |                              | COMIENZO TRAMO CURVAS PELIGROSAS                                                                        | FIN TRAMO CURVAS PELIGROSAS                                                     |                              |                              |                              |
|                              | 26,600                       |                              |                              | Arroyo de Zamarrilla                                                                                    | Arroyo de Zamarrilla                                                            |                              |                              |                              |
|                              | 27,300                       |                              |                              | Arroyo de Zamarrilla                                                                                    | Arroyo de Zamarrilla                                                            |                              |                              |                              |
|                              | 27,600                       |                              |                              | FIN TRAMO CURVAS PELIGROSAS                                                                             | COMIENZO TRAMO CURVAS PELIGROSAS                                                |                              |                              |                              |
|                              | 30,200                       |                              |                              | COMIENZO TRAMO CURVAS PELIGROSAS                                                                        | FIN TRAMO CURVAS PELIGROSAS                                                     |                              |                              |                              |
|                              | 30,600                       |                              |                              | FIN TRAMO CURVAS PELIGROSAS                                                                             | COMIENZO TRAMO CURVAS PELIGROSAS                                                |                              |                              |                              |
|                              | 31,300                       |                              |                              | COMIENZO TRAMO CURVAS PELIGROSAS                                                                        | FIN TRAMO CURVAS PELIGROSAS                                                     |                              |                              |                              |
|                              | 32,200                       |                              |                              | FIN TRAMO CURVAS PELIGROSAS                                                                             | COMIENZO TRAMO CURVAS PELIGROSAS                                                |                              |                              |                              |
|                              | 32,400                       |                              |                              | Arroyo de la Braña                                                                                      | Arroyo de la Braña                                                              |                              |                              |                              |
|                              | 34,030                       |                              |                              | L.A.V. Olmedo-Zamora-Galicia                                                                            | L.A.V. Olmedo-Zamora-Galicia                                                    |                              |                              |                              |
|                              | 36,500                       |                              |                              | TÁBARA                                                                                                  | TÁBARA                                                                          |                              |                              |                              |
|                              | 36,712                       |                              |                              | N-631 Puebla de Sanabria - Orense Zamora ZA-P-2434 Riofrío de Aliste ZA-902 Escober de Tábara - Fonfría | ZA-100 Pueblica de Valverde Mózar                                               |                              |                              |                              |